# Euphorbia aureoviridiflora
Euphorbia aureoviridiflora ist eine Pflanzenart aus der Gattung Wolfsmilch (Euphorbia) in der Familie der Wolfsmilchgewächse (Euphorbiaceae).

## Beschreibung
Die sukkulente Euphorbia aureoviridiflora wächst als kleiner Strauch bis in 50 Zentimeter Höhe. Die aus der Basis sich verzweigenden und häufig spiraligen Triebe sind fünfkantig und bis 2 Zentimeter dick. Die eiförmigen Blätter stehen an den Spitzen der Triebe, sind fast sitzend und werden bis etwa 3 Zentimeter lang und 2,5 Zentimeter breit. Nach dem Laubfall verbleiben breit elliptische Blattnarben. Die an der Basis verbreiterten Nebenblätter sind in kurze Borsten aufgeteilt und fallen ab. 
Der Blütenstand besteht aus an den Triebenden gehäuft stehenden Cymen, die ein- bis zweifach gegabelt und fast sitzend sind. Die bis 1 Zentimeter großen, aufrechten und gelb bis gelbgrünen Cyathophyllen umhüllen die bis 2,5 Millimeter im Durchmesser großen Cyathien und sind mit sehr kleinen Haaren besetzt. Die Nektardrüsen sind leuchtend grün gefärbt.

## Verbreitung und Systematik
Euphorbia aureoviridiflora ist endemisch im Norden von Madagaskar bei Antsiranana auf steilen Felswänden verbreitet. Die Art steht auf der Roten Liste der IUCN und gilt als gefährdet (Vulnerable).
Die Erstbeschreibung der Art erfolgte 1970 als Varietät zu Euphorbia neohumbertii durch Werner Rauh. Werner Rauh selbst kombinierte sie 1993 zu einer eigenen Art um.